# تارتون
تارتون (به آلمانی: Tarthun) یک منطقهٔ مسکونی در آلمان است که در بورداوه واقع شده‌است. تارتون ۸۱۴ نفر جمعیت دارد.